# Paris brûle-t-il ? (film)
Pour les articles homonymes, voir Paris brûle-t-il ?.
Pour plus de détails, voir Fiche technique et Distribution.
Paris brûle-t-il ? est un film historique franco-américain réalisé par René Clément et sorti en 1966.
Adapté du best-seller Paris brûle-t-il ? de Larry Collins et Dominique Lapierre, récit très documenté sur la libération de Paris, le film est construit par Paramount Pictures comme le pendant européen du film américain Le Jour le plus long (1962) de 20th Century Fox. L'adaptation est assurée par des scénaristes français et américains reconnus, Jean Aurenche, Pierre Bost et Gore Vidal. Avec une pléiade de prestigieuses vedettes françaises, américaines et allemandes, la superproduction retrace au cours de cette semaine d'août 1944 les actions et combats de la Résistance, des Alliés, et de l'occupant allemand, tandis que le général von Choltitz, gouverneur du Groß Paris, a reçu d'Adolf Hitler l'ordre de détruire la ville.
Produite à l'époque de l'apogée du « mythe résistancialiste », cette fresque bénéficie de l'aide de personnages historiques et des lieux réels des événements pour ses décors, accordés par le pouvoir officiel, mais doit composer avec la bataille mémorielle persistant entre gaullistes et communistes, vingt ans seulement après le conflit. Sorti en octobre 1966, le film remporte, avec plus de quatre millions d'entrées, un large succès en salles, toutefois moindre que La Grande Vadrouille. Il est nommé aux Oscars l'année suivante pour sa photographie et ses décors. La bande originale composée par Maurice Jarre, est nommée aux Golden Globes. La chanson Paris en colère, absente du film car créée après, interprétée par Mireille Mathieu, remporte également un grand succès.
Paris brûle-t-il ? montre le général von Choltitz épargnant Paris de la destruction par humanisme, entretenant une légende aujourd'hui démontée. En raison d'un manque de moyens et de temps, von Choltitz n'a, de fait, pas pu respecter les ordres.

## Synopsis
En août 1944, des faits de Résistance et les actions militaires conduisent à la libération de Paris et à la reddition du général Dietrich von Choltitz, commandant de la garnison militaire du Groß Paris.
Le général américain George Patton participe à l'opération, tout comme le jeune cadre de la Résistance Jacques Chaban-Delmas, le général Leclerc commandant la 2e division blindée... Alors que les nazis se retirent, une concurrence va naître au sein de la Résistance entre les communistes et les gaullistes. En effet, celui qui va contrôler Paris devrait pouvoir contrôler toute la France.
Les soldats allemands reçoivent par ailleurs d'Adolf Hitler l'ordre de détruire une grande partie de Paris avant de capituler, en faisant sauter les ponts et les monuments. Le général Dietrich von Choltitz désobéit finalement à cet ordre et se rend sans condition aux Alliés.

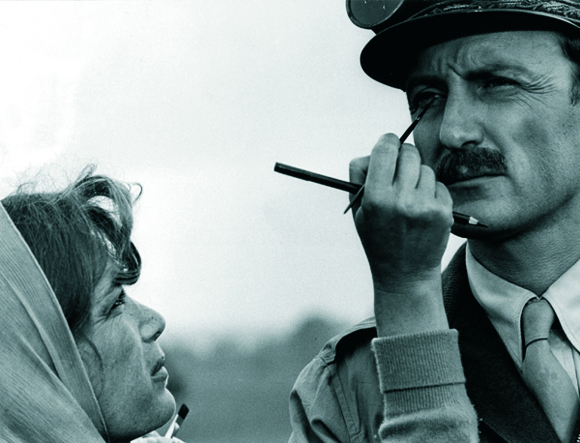
Claude Rich, en cours de maquillage par Aïda Carange lors du tournage du film.

## Fiche technique
- Titre français : Paris brûle-t-il ?
- Titre anglais : Is Paris Burning?
- Réalisation : René Clément
- Scénario : Gore Vidal, Francis Ford Coppola, Jean Aurenche, Pierre Bost et Claude Brulé, d'après le livre Paris brûle-t-il ? de Dominique Lapierre et Larry Collins
- Dialogues additionnels : Marcel Moussy (scènes françaises) et Beate von Molo (scènes allemandes)
- Musique : Maurice Jarre (la chanson Paris en colère est interprétée par Mireille Mathieu)
- Photographie : Marcel Grignon
- Assistant réalisateur : Yves Boisset, Michel Wyn
- Directeur de production : Louis Daquin
- Producteur : Paul Graetz
- Format : 35 mm Ratio : 2,35:1 noir et blanc et gonflé en 70 mm Ratio : 2,20:1 noir et blanc - sauf la scène de générique de fin : couleur
- Pays d'origine :  France /  États-Unis
- Langues de tournage : français, anglais, allemand
- Budget : 6 millions de dollars[4]
- Durée : 165[1], 170[2] ou 175 minutes[3] selon les sources
- Public : Tous publics
- Dates de sortie en salles :
  - France : 26 octobre 1966
  - Allemagne de l'Ouest : 28 octobre 1966
  - Suède : 2 novembre 1966
  - États-Unis : 10 novembre 1966 (New York)
  - Royaume-Uni : 7 décembre 1966 (première à Londres)
- Date de sortie en DVD :
  - États-Unis : 10 juin 2003
  - France : 24 août 2011
- Affiche : Michel Landi (France)

## Distribution

### Acteurs crédités au générique
- Jean-Paul Belmondo[5] : Yvon Morandat, dit « Pierrelot »
- Charles Boyer : le Dr Robert Monod, directeur des services sanitaires FFI pour la Seine-et-Oise.
- Leslie Caron : Françoise Labé
- Jean-Pierre Cassel : le lieutenant Henri Karcher
- George Chakiris (VF : Michel François) : le GI devant Notre-Dame
- Bruno Cremer : le colonel Rol-Tanguy
- Claude Dauphin : le colonel Lebel
- Alain Delon[5] : Jacques Chaban-Delmas
- Kirk Douglas[5] (VF : Michel Gatineau[6]) : le lieutenant general George S. Patton
- Pierre Dux[5] : Alexandre Parodi, dit « Cerat »
- Glenn Ford (VF : William Sabatier) : le lieutenant general Omar N. Bradley
- Gert Fröbe (VF : Claude Bertrand) : le General der Infanterie Dietrich von Choltitz
- Daniel Gélin[5] : Yves Bayet
- Georges Géret : le boulanger
- Hannes Messemer (VF : Jean Berton) : le Generaloberst Alfred Jodl
- Harry Meyen (VF : Jean Berger) : l’Oberleutnant von Arnim
- Yves Montand : le sergent tankiste Marcel Bizien[7]
- Anthony Perkins (VF : Philippe Mareuil) : le sergent américain Warren
- Michel Piccoli[5] : Edgard Pisani
- Wolfgang Preiss (VF : Jean-Pierre Duclos) : le Hauptmann Ebernach
- Claude Rich : le général Leclerc (doublé par Albert Augier) / le lieutenant Pierre de La Fouchardière
- Simone Signoret : la patronne du bistrot
- Robert Stack (VF : Jacques Beauchey) : le brigadier general Edwin Sibert (en)
- Jean-Louis Trintignant : le faux capitaine Serge
- Pierre Vaneck : le capitaine de réserve Roger Cocteau, alias « commandant Gallois »
- Marie Versini : Claire Morandat
- Skip Ward (VF : Jean Violette) : Charlie, un soldat américain
- Orson Welles (VF : Georges Aminel) : Raoul Nordling, consul de Suède
- Michel Etcheverry : le préfet Luizet
- Billy Frick : Adolf Hitler
- Ernst Fritz Fürbringer : le Generalleutnant von Boineburg
- Konrad Georg (VF : Jean Berton) : le Generalfeldmarschall Model
- Joachim Hansen (VF : René Bériard[réf. nécessaire]) : le commandant de la prison de Fresnes
- Félix Marten : Georges Landrieu
- Paloma Matta : Liliane Charvet, la jeune mariée
- Günter Meisner : le commandant SS à Pantin
- Sacha Pitoëff : Frédéric Joliot-Curie
- Albert Rémy : le gendarme français
- Christian Rode : le soldat allemand brûlé
- Helmuth Schneider : l'adjudant allemand dans le métro
- Otto Stern  : le soldat allemand dans le métro
- Tony Taffin : Bernard Labé[8]
- Jean Valmont : le FFI au bazooka
- Karl-Otto Alberty et Peter Neusser : les SS qui veulent prendre la tapisserie de Bayeux au musée du Louvre pour l'offrir à Hitler
- Pierre Collet : un policier résistant
- Paul Crauchet : le curé
- Germaine de France : la vieille dame
- Bernard Fresson : un agent de liaison des FFI
- Michel Gonzalès : Georges Laurier, un étudiant résistant
- Francis Nani et Sébastien Poitrenaud : des étudiants résistants
- Peter Jacob : le General der Infanterie Burgdorf
- Hubert de Lapparent : l'huissier de l'hôtel Matignon
- Roger Lumont : Jade-Amicol
- Pierre Mirat : le patron du bistro « Médicis »
- Jean-Michel Rouzière : l'homme au petit chien
- Georges Staquet : le capitaine Dronne
- Hénia Suchar : la standardiste à la préfecture
- Claude Vernier : un prisonnier allemand

### Acteurs non crédités au générique
- Roland Armontel : un passant
- Adrien Cayla-Legrand : un prisonnier à Pantin
- Philippe Baronnet : un résistant
- Michel Berger[5] : le chef des explosifs
- Paul Bisciglia : un homme sur un char
- Paul Bonifas : le maire
- Colette Brosset : Mme Beuvrat
- Georges Claisse : l'interne accompagnant le docteur Robert Monod
- Louis Daquin
- Suzy Delair : une Parisienne
- Patrick Dewaere[5] : un jeune résistant fusillé
- André Falcon : un membre du conseil de la Résistance
- Pascal Fardoulis : Gilet
- Michel Fugain[5] : un jeune résistant
- Lutz Gabor : un officier allemand
- Clara Gansard : la femme du colonel Tanguy
- Marcel Gassouk : un prisonnier allemand
- Jeanne Herviale : un petit rôle
- Claus Holm : Hume
- Jean-Pierre Honoré : Alain Perpezat
- Nicole Jonesco : Colette
- Catherine Kamenka : Diane
- Billy Kearns (VF : Georges Aubert) : Kearns, l'aide du général Patton
- Jacques Lalande : un policier
- Rudy Lenoir (VF : Robert Dalban) : un officier allemand
- Michael Lonsdale : Debû-Bridel
- Maria Machado : Stella
- Philippe March[5] : Roland Pré[9]
- E. G. Marshall : Powell, l'officier de renseignement
- Mike Marshall : FFI
- Yves-Marie Maurin : le jeune résistant fusillé qui hurle : « Vive la France ! »
- Raymond Meunier : un policier en uniforme
- Jean Michaud : le commandant à l'hôtel Matignon
- Harold Momm : Colonel Jay
- Georges Montant : un médecin
- Del Negro : un officier avec Chaban-Delmas
- Jean Négroni : Villon
- Philippe Ogouz : parisien indiquant la direction au capitaine Dronne
- Raymond Pierson
- Marcel Policard : le cafetier dans la scène avec Simone Signoret
- Alain Pommier : Franjoux
- Georges Poujouly : Landrieux
- Jacques Pradel[5] : un jeune officier
- Jacques Préboist : l'homme qui se rase à sa fenêtre
- Michel Puterflam : Laffont
- Serge Rousseau : Colonel Fabien
- André Rouyer
- Jacques Santi : un résistant qui inspecte les égouts
- Michel Sardou[5] : un jeune résistant
- Pierre Tamin : Maurannes
- Jean-Paul Tribout : un jeune résistant
- Cécile Vassort : une jeune prisonnière à Pantin
- Hans Verner
- Jo Warfield : le major accompagnant Chaban-Delmas
- Dominique Zardi
- Jean-Pierre Zola : Caporal Mayer

- Georges Bidault, Charles de Gaulle, Pierre Kœnig, Philippe Leclerc de Hauteclocque, André Le Troquer et Alexandre Parodi apparaissent dans des images d'archives du défilé de la victoire.

## Production

### Genèse et développement
Darryl F. Zanuck, producteur de la 20th Century Fox, voulut faire le premier un film sur le sujet, pour renouveler le succès du Le Jour le plus long, en utilisant les mémoires du général von Choltitz. Mais le tournage ne put se dérouler à terme, et ce fut Paul Graetz de la Paramount qui l'emporta, voulant produire un équivalent européen du Jour le plus long,. C'est ce producteur, qui meurt peu avant la sortie du film, qui propose à René Clément l'adaptation du livre de Lapierre et Collins. René Clément avec qui Graetz avait travaillé pour Monsieur Ripois fut choisi par le producteur pour réaliser le film ; pour Clément, c'était le moment ou jamais, les prochains travaux d'urbanisation du centre de ville de Paris devant changer le décor des affrontements passés. En outre, René Clément était aussi légitimé par le fait d'avoir réalisé La Bataille du rail dans l'immédiat après-guerre, sur la résistance des cheminots.
Les scénaristes, Jean Aurenche et Pierre Bost, adaptent le livre avec Claude Brulé. La production américaine les fait collaborer avec Gore Vidal et le débutant Francis Ford Coppola, qui apportent leur regard plus neutre sur les évènements, Vidal allant jusqu'à annoncer : « Je serai complètement objectif parce que moi, la Libération de Paris, je m'en fous ».
Francis Ford Coppola affirmera des années plus tard qu'il n'a eu aucune incidence sur le scénario du film, se limitant à faire traduire le scénario écrit par Jean Aurenche et Pierre Bost et à laisser René Clément y ajouter des notes pour que Francis Ford Coppola modifie en conséquence le scénario, le producteur Paul Graetz ayant interdit à René Clément de s'occuper du scénario.

### Attribution des rôles
Claude Rich joue deux rôles : le général Leclerc (avec moustache) et le lieutenant Pierre de La Fouchardière (sans moustache), mais il n'est crédité au générique final que du rôle du général Leclerc. Pendant la libération de Paris, Claude Rich, jeune adolescent, avait porté secours à l'un des hommes de l'officier qui avait été blessé durant les combats. Clément l'avait engagé pour ce rôle, lorsqu'il s'aperçut durant les essais de maquillage qu'il ferait un « général Leclerc » saisissant.
Kirk Douglas n'accepta le rôle qu'après avoir obtenu que Jean-Paul Belmondo ferait également partie du casting. Ils n'ont toutefois aucune scène ensemble.
Jean-Paul Belmondo devait jouer le rôle du colonel Rol-Tanguy. Mais celui-ci, conseiller technique du film, s'y opposa pour des raisons inconnues. René Clément pensa alors à Bruno Cremer pour sa ressemblance avec l'ancien chef FFI. Le cinéaste invita Henri Rol-Tanguy et son épouse à visionner le film La 317e section de Pierre Schoendoerffer qui venait de sortir, et dans lequel Bruno Cremer tient l'un des rôles principaux. Après la projection, l'ancien FFI donna son accord pour que son personnage soit joué par Bruno Cremer (Sources Henri Rol-Tanguy lui-même)[source insuffisante].

### Tournage
Tourné lors du second mandat de Charles de Gaulle à la présidence de la République française, le film nécessitait de nombreuses autorisations, tant de la part des protagonistes toujours vivants et représentés à l'écran, que de la part des autorités officielles (préfecture de police et ministères de l'Intérieur et de la Culture) quant aux lieux de tournage. Le PCF, en déléguant Henri Rol-Tanguy comme conseiller historique sur le film, marquait également sa volonté de garder un œil sur le contenu du film. Le projet concurrent de Zanuck avait d'ailleurs échoué devant l'opposition de la Fédération du spectacle, émanation de la CGT : celle-ci avait fait publier un communiqué dans lequel elle s'opposait à « une falsification historique qui consisterait, pour un producteur américain, à tourner une histoire de la résistance française, d'après le livre écrit par un général allemand ». Ce double contrôle était durement ressenti par Gore Vidal, qui ne pouvait utiliser tous les éléments du livre sans risquer d'offenser soit de Gaulle soit les communistes.
Le film fut tourné en noir et blanc car les autorités refusèrent que de vrais drapeaux nazis flottent sur les bâtiments officiels de Paris. Ils acceptèrent seulement des drapeaux noir et blanc, avec la croix gammée[réf. nécessaire].
Cent quatre-vingts lieux de tournage ont été nécessaires, principalement les rues de Paris (excepté les batailles dans la rue de Rivoli tournées en studio) pendant l’été 1965, entre 5 et 7 heures du matin pour ne pas gêner la circulation, les rues étant maquillées à la suie. La scène du départ du train de déportés à Pantin (Seine-Saint-Denis) le mardi 15 août 1944 a été tournée sur les lieux mêmes, sur le site ferroviaire dit « Quai aux bestiaux ». Durant une scène se déroulant à la préfecture de police, Belmondo et Delon (que Clément a dirigé plusieurs fois), bien aidés par Gélin et Piccoli, font enrager Clément. Celui-ci ne put se venger sur Belmondo, le tournage étant terminé pour l'acteur, et c'est Delon seul qui subit les foudres du réalisateur dans une scène suivante.

#### Lieux de tournage
(Sauf indication, la plupart des informations ci-dessous sont issues du site L2TC)
Paris
- 1er arrondissement : Boulevard du Palais, Quai de l'Horloge, Hôtel Meurice, rue de Rivoli, pont au Change (le soldat allemand réquisitionne une voiture pour se rendre à l'hôtel Meurice).
- 3e arrondissement : Musée Carnavalet (rendez-vous entre Rol-Tanguy, Cocteau et Chaban-Delmas), rue de Sévigné
- 4e arrondissement : Préfecture de Police, rue de la Cité, Quai du Marché-Neuf, Petit-Pont-Cardinal-Lustiger, parvis Notre-Dame, Cathédrale Notre-Dame de Paris, Place de l'Hôtel-de-Ville - Esplanade de la Libération, Hôtel de ville de Paris, place des Vosges (rendez-vous entre Chaban-Delmas et Françoise Labé), boulevard du Palais (soldat allemand qui sort du camion en flammes), place de l'Hôtel-de-Ville.
- 5e arrondissement : Rue de la Bûcherie (lorsque Rol-Tanguy, à vélo, constate la prise de la préfecture de police), Petit-Pont, Place Saint-Michel (Paris), quai Saint-Michel, pont de la tournelle.
- 6e arrondissement : Rue de Médicis, Place Edmond-Rostand, rue de Vaugirard, Place Saint-Sulpice (Claire Morandat crève un pneu de sa bicyclette et est aidée par un officier allemand), Rue Casimir-Delavigne (appel au cessez-le-feu)
- 7e arrondissement : Place Henry-de-Montherlant, Hôtel de Matignon, rue de Varenne, Tour Eiffel, Champ de Mars, Dôme des Invalides, Musée de l'Armée, rue de Grenelle, Palais Bourbon, Quai Anatole-France, rue de l'Université, Pont Alexandre-III[25], hôtel Matignon, l’hôtel des Invalides
- 8e arrondissement : Cinéma Cineac-Ternes, rue du Faubourg Saint-Honoré, Avenue de Marigny (l'homme qui promène son chien), Avenue Winston-Churchill, Place de la Concorde, Champs-Élysées
- 10e arrondissement : Porte Saint-Martin
- 12e arrondissement : Station de métro Bel-Air, Rue de Lyon
- 13e arrondissement : Avenue d'Italie, boulevard Saint-Marcel
- 14e arrondissement : Place Denfert-Rochereau
- 15e arrondissement : rue Emeriau, Station de métro La Motte-Picquet - Grenelle, Île aux Cygnes
- 16e arrondissement : Pont de Grenelle, Bois de Boulogne, Trocadéro
- 17e arrondissement : Avenue de la Grande-Armée (rencontre entre Laurier et le capitaine Serge)

Yvelines
- Beynes
- Le Tremblay-sur-Mauldre
- Saint-Germain-de-la-Grange
- Grange cistercienne d'Ithe
- Château de Thoiry
- Versailles
- Satory

Essonne
- Arpajon
- Épinay-sur-Orge (devant l'un des deux bâtiments administratifs de l'hôpital psychiatrique Perray-Vaucluse)
- Igny
- Janvry
- Limours

Hauts-de-Seine
- Issy-les-Moulineaux

Seine-Saint-Denis
- Pantin

Val-de-Marne
- Fresnes

Val-d'Oise
- Bernes-sur-Oise : Aérodrome de Persan-Beaumont[26]
- Bruyères-sur-Oise

### Musique
Le thème musical composé par Maurice Jarre va se transformer en une chanson à succès et emblématique de Paris, « Paris en colère », grâce aux paroles de Maurice Vidalin et à l'interprétation de Mireille Mathieu.

## Sortie et accueil

### Promotion
Un reportage de François Reichenbach sur le tournage du film fut utilisé par l'ORTF pour promouvoir le film et diffusé le 18 octobre 1966. Ce document a été retrouvé récemment[source insuffisante], c'est un des premiers making-of. La "première" le 24 fut l'occasion d'une quasi-cérémonie officielle, les invités étant accueillis par la garde républicaine, et une reconstitution de l'arrivée de la colonne Leclerc dans Paris étant mise en scène, tandis que les monuments principaux de Paris étaient illuminés,. Un feu d'artifice, prévu à l'issue de la projection, fut annulé en raison du violent orage qui s'abattit ce soir-là sur Paris.

### Critique
- Qualifiant le flm de « péplum gaulliste », François Albera écrit notamment : « Si Paris brûle-t-il ? offre une représentation distordue des événements, c’est qu’il ne les inscrit pas dans leur genèse et accrédite une vision militaire de cet épisode, reléguant au second plan la guérilla engagée depuis 1941-1942 et la mobilisation populaire »[28].

### Box-office
Paris brûle-t-il ? sort dans les salles françaises le 6 octobre 1966, où il est distribué dans sept salles. Le long-métrage prend la quatrième place la semaine de sa sortie avec 125 188 entrées, ce qui constitue un bon démarrage. La semaine suivante, il est projeté dans dix-neuf salles, notamment en province, et totalise 142 440 entrées, portant le cumul à 267 628 entrées, un résultat qui lui permet de confirmer son lancement sur grand écran et d'atteindre la troisième place du box-office. À partir du 9 novembre 1966, Paris brûle-t-il ? prend la première place du box-office avec 243 045 entrées dans trente-quatre salles. Le film garde la tête du box-office durant les quatre semaines suivantes, où il atteint les 59 salles le diffusant, combinaison la plus haute atteinte durant son exploitation et atteint le million d'entrées fin novembre 1966. Il faudra attendre la semaine du 14 décembre 1966 pour que Paris brûle-t-il ? rétrograde à la deuxième place, étant délogé par La Grande Vadrouille, sorti la semaine précédente, avec un résultat de 95 442 entrées, portant le total à 1 406 410 entrées.
Alors que l'année 1967 vient de débuter, le métrage parvient à se maintenir et atteint les 2 millions d'entrées à la mi-janvier. Tout en continuant sa marche vers le succès, Paris brûle-t-il ? atteint les 73 salles, plus haute combinaison atteinte depuis novembre 1966. En cinq mois d'exploitation, il atteint les 3 millions d'entrées, tandis qu'il quitte le top 30 hebdomadaire à la mi-juin 1967 avec un résultat de 3 829 118 entrées depuis sa sortie, pour revenir à partir de la mi-juillet et s'approche des quatre millions d'entrées, palier qu'il passe à la mi-août. À partir de septembre, le film quitte et revient sporadiquement dans le top 30. Au bout d'une année d'exploitation, Paris brûle-t-il ? affiche un total de 4 218 710 entrées. La dernière apparition du film au top 30 date de la semaine du 22 novembre 1967 avec 4 445 496 entrées.
Le film finit son exploitation avec 4 946 611 entrées.

## Distinctions
- Oscars 1967 :
  - Nomination à l'Oscar de la meilleure photographie en noir et blanc pour Marcel Grignon
  - Nomination à l'Oscar des meilleurs décors pour un film noir et blanc pour Willy Holt, Marc Frédérix et Pierre Guffroy
- Golden Globes 1967 :
  - Nomination au Golden Globe de la meilleure musique de film pour Maurice Jarre[43]

## Différentes versions
Le film ayant été réalisé avec un grand nombre d'acteurs français, anglais et allemands, chaque personnage a utilisé sa propre langue pendant les scènes de tournage. Deux versions, l'une française et l'autre américaine, ont été montées avec doublage en français et en anglais, respectivement, alors que quelques scènes en allemand restent sous-titrées dans les deux versions.
La première diffusion du film en octobre 1966 à Paris aurait duré 175 minutes[réf. souhaitée]. Cette version originale débute par une longue séquence de quatre minutes sur écran noir avec la bande sonore composée par Maurice Jarre reprenant tous les thèmes musicaux du film à la manière d'une ouverture d'opéra. Un interlude montrant une image fixe de Paramount Pictures sur fond musical intervient au bout d'un peu moins de deux heures de film, et dure environ trois minutes. Le visa d'exploitation en France, daté du 26 août 1966, indique une durée de 168 minutes, ce qui correspondrait au métrage du film sans l'ouverture ni l'interlude.
Une première version américaine a été élaguée avec en particulier la suppression de toutes les séquences où apparaissait E. G. Marshall, ce qui fait que cette version durait seulement 136 minutes, la durée du copyright américain. Mais la version DVD sortie en 2003 aux États-Unis propose une version de 173 minutes, avec l'ouverture et l'interlude, dans les deux versions française et anglaise, soit seulement deux minutes de moins que la version originale. En France, il aura fallu attendre août 2011 pour qu'une version vidéo soit publiée à la veille du 67e anniversaire de la libération de Paris et 45 ans après la sortie du film au cinéma,. Dans cette version, l'ouverture et l'interlude ont été supprimés, ce qui ramène le film à une durée d'environ 165 minutes.
Les durées indiquées pour ce film varient ainsi selon les sources :
- 136 minutes[45] : copyright USA (1966),
- 165 minutes[1] : DVD France (2011),
- 168 minutes[44] : visa d'exploitation France (1966),
- 173 minutes[3],[45] : DVD USA (2003),
- 175 minutes[3],[46] : première France (1966).

## Analyse
Seul anachronisme reconnu : Yves Montand porta un calot à la place du béret noir, ce qui valut de nombreuses critiques d'anciens Bérets noirs de l'Armée française. On voit aussi courir au-devant des libérateurs d'élégantes Parisiennes de 1960, au brushing en choucroute[réf. nécessaire]. Par ailleurs, les Jeep sont des M.201 Hotchkiss de 1960, bien reconnaissables à la tôle de protection des essuie-glaces, fixée sur le haut du pare-brise[réf. nécessaire].
Les personnalités présentes dans le film et encore actives dans la vie politique de 1966 sont privilégiées par le casting et le scénario : Jacques Chaban-Delmas est interprété par Alain Delon et les scénaristes soulignent son influence sur les événements ; Edgard Pisani, ministre de l'Agriculture du gouvernement Georges Pompidou, et dont l'action fut plus modeste durant la bataille, est mis toutefois en avant par la mise en scène. À quelques mois des élections législatives de 1967, certains journaux d'opposition virent dans le film un tremplin électoral à l'usage de certaines personnalités gaullistes, d'autant plus que d'autres personnalités plus polémiques disparaissaient de l'intrigue (notamment Georges Bidault). Cette occultation de Bidault est en fait une constante de l'histoire officielle des années 1958-69.

« Nous sommes dans la mythologie et la légende. Je me bats d'ailleurs contre le terme d'« insurrection » pour caractériser la libération de Paris. Le bilan humain fut élevé mais il n'a rien de comparable avec celui enduré par Varsovie par exemple. Pendant toutes ces journées, des Parisiens ont continué à pêcher et à se baigner dans la Seine ! Malheureusement pour la vérité, c'est l'image véhiculée par le film de René Clément qui s'est imposée comme l'Histoire. »

— Jean-Marc Berlière, historien, 2014.
Ce film entretient, sans le savoir, une légende historique. En effet, de nouvelles recherches lancées par les historiens, principalement effectuées dans les années 2000 et 2010, ont pu être effectuées grâce aux déclassements des archives administratives françaises et allemandes de l'époque. Ces nouvelles études ont permis de revoir le rôle qu'a réellement joué le général Dietrich von Choltitz vis-à-vis de la volonté hitlérienne de détruire Paris. Le témoignage du général Leclerc indiquait déjà que le désir du gouverneur militaire du Groß Paris, au moment d'être arrêté par les Alliés, était principalement de sauver sa propre vie. La réalisatrice de documentaires historiques Françoise Cros de Fabrique, en s'appuyant sur des documents inédits découverts dans ces archives, démontre, au travers d'un long reportage effectué en 2019, que cette légende concernant Choltitz a été entretenue sans véritables vérifications historiques sérieuses, car si elle confirme que Hitler a bien tenté d'anéantir la capitale française, elle précise également que Choltitz n'a jamais eu le désir réel de s'y opposer. En fait, c'est simplement en raison du manque de moyens et de temps que celui-ci n'a pas pu respecter les ordres,,.
Le film montre Dietrich von Choltitz se rendant aux Alliés. Ce fait, affirmé dans les mémoires de Choltitz, est cependant formellement contredit, à la suite de recherches effectuées par des historiens dans différents services d'archives historiques français et allemands au début du XXIe siècle,,.